# Onalaska (Washington)
Pour les articles homonymes, voir Onalaska.
Onalaska est une census-designated place du comté de Lewis, dans l'État de Washington aux États-Unis.